# Мусины-Пушкины
Мусины́-Пу́шкины — графский и древний дворянский род из колена Ратши.
Род внесён в Бархатную книгу. При подаче документов для внесения рода в Бархатную книгу были предоставлены две родословные росписи: Андреем Мусиным-Пушкиным (1 февраля 1686) и Иваном Алексеевичем Мусиным-Пушкиным (11 марта 1686).
Род Мусиных-Пушкиных внесён в V и VI часть родословных книг Екатеринославской, Казанской, Московской, Киевской, Костромской, Новгородской, Оренбургской, Санкт-Петербургской, Тверской, Тульской и Ярославской губерний (Гербовник, IV, 22 и I, 17).
Род Мусиных-Пушкиных не прервался до наших дней. В настоящее время его представители проживают в Ярославской области, а также в США, Англии, Франции, Бельгии, в Африке и Австралии.

## Происхождение и история рода
Происходит, по родословным сказкам, от «семиградского выходца знатного прусского рода» в XII веке «мужа честна» Ратши. Его потомок в Михаил Тимофеевич Пушкин (X колено), по прозванию Муса, был (в XV веке) родоначальником Мусиных и Мусиных-Пушкиных. В первой половине XVII века некоторые Мусины-Пушкины были воеводами в небольших городах.

#### Известные представители (дворяне)
- Мусин-Пушкин Михаил Иванович (Шарап) — воевода в Полоцком походе (1551).
- Мусин-Пушкин воевода в Казанском походе (1544).
- Мусин-Пушкин Юрий — писец, описывал Шацкий и Рязанский уезд (1618—1619), Вяземский уезд (1625—1627 и 1635), владелец вотчин сельца Осмерицы и деревни Верховье с пустошами в Верховском стане Ярославского уезда (1625—1626) († до 1639).
- Мусин Пятой Гаврилович — воевода в Муроме (1620), Торжке (1624), Гдове (1629).
- Мусин-Пушкин Фёдор (Пятый) Гаврилович с детьми Григорием и Дмитрием — продают (1625) свои вотчины пустоши Мосырёво, Каменец и Круглый Двор в Прутенской волости Новоторжского уезда.
- Мусин-Пушкин Юрий Михайлович — московский дворянин (1627).
- Мусин-Пушкин Григорий Юрьевич — стольник патриарха Филарета (1629).
- Мусин Богдан Андреевич — московский дворянин (1629).
- Мусин-Пушкин Антон Захарьевич — убит под Смоленском († 1634).
- Мусин-Пушкин Матвей Максимович — жилец (1636—1637), получил по просроченной закладной вотчины Артемия Осипова: деревни Кутлово (Левино), Лухтово, Братилово, Курешево, и Константиново в Гусской волости Владимирского уезда, московский дворянин (1636—1658).
- Мусины: Игнатий Антонович, Яков и Григорий Юрьевичи — московские дворяне (1636—1658).
- Мусин-Пушкин Григорий Пятого — московский дворянин (1640).
- Мусин-Пушкин Алексей Богданович — жилец (1647), владелец вотчины его отца и тетки Варвары Андреевны Мусиной-Пушкиной, пустошей Шишмарёво и Шерстинино в Ренинском стане и пустоши Дёмино (Софоново) и Печище (Числово) в Зарецком стане Можайского уезда, купленной его матерью и дядей Богданом Андреевичем Мусиным (Пушкиным).
- Мусины-Пушкины: Иван Васильевич и Иван Григорьевич — московские дворяне (1662—1677).
- Мусин-Пушкин Никита Андреянович — стряпчий (1663—1676).
- Мусин Иван Григорьевич — московский дворянин (1668).
- Мусин-Пушкин Афанасий Андреянович — московский дворянин (1672—1677).
- Мусин-Пушкин Матвей Андреянович — московский дворянин (1676—1677).
- Мусин-Пушкин Иван Алексеевич — стольник (1677), окольничий (1683—1692).
- Мусины-Пушкины: Фёдор Петрович и Иван Афанасьевич — стольники царицы Прасковьи Фёдоровны (1686—1692).
- Мусины-Пушкины: Трофим и Павел Никитичи, Яков и Лев Савиновичи, Евстигней и Григорий Ивановичи, Василий Афанасьевич, Василий Игнатьевич, Андрей Ефтеевич — стряпчие (1692).
- Мусины-Пушкины: Пётр Никитич, Пётр, Михаил и Иван Савиновичи — стольники (1692).
- Мусин-Пушкин Марк Никитич — московский дворянин (1694)[7].
- Мусин-Пушкин — подполковник лейб-гвардейского гренадёрского полка, погиб в сражении при Бауцене (9 мая 1813), его имя занесено на стену храма Христа Спасителя в г. Москва.
- Мусин-Пушкин — майор лейб-гвардейского Павловского полка, погиб в сражении при Бауцене (9 мая 1813), его имя занесено на стену Храма Христа Спасителя[8][9][10].

## Графы Мусины-Пушкины
Род Мусиных-Пушкиных возвысился в лице Ивана Алексеевича Мусина-Пушкина, который был родоначальником (16 февраля 1710) первой графской отрасли Мусиных-Пушкиных, угасшей в 1836 году в лице обер-шенка графа Василия Валентиновича Мусина-Пушкина, женатого на последней графине Брюс и принявшего фамилию Мусин-Пушкин-Брюс.
Алексей Семенович Мусин-Пушкин († 1817) был при Екатерине II посланником в Лондоне и Стокгольме. В 1779 году он получил графский титул Римской империи, от императора Иосифа II. Граф А. С. Мусин-Пушкин скончался († 1817), потомства у него не было.
Граф Василий Валентинович Мусин-Пушкин, обер-шенк, великий мастер в русском масонстве, женясь на единственной дочери последнего графа Брюса, по указу императора Павла Петровича (18 ноября 1796) присоединил к своему имени знаменитое в русских летописях имя Брюса и писался: граф Мусин-Пушкин-Брюс. С его кончиной (5 апреля 1836), угасли имя Брюса и старшая ветвь графов Мусиных-Пушкиных.
Алексей Иванович Мусин-Пушкин был при Екатерине Великой обер-прокурором священного Синода и президентом-академии художеств. Он возведён императором Павлом Петровичем (5 апреля 1797) в графское достоинство Российской империи. От него происходят нынешние графы Мусины-Пушкины

#### Известные представители (графы)
Первая ветвь:
- Граф Иван Алексеевич (1659—1730), сын комнатного стольника, окольничий, потом боярин; был воеводой в 1683 году в Смоленске, потом в Астрахани, где защитой жителей от мятежных казаков и кубанцев и увеличением государственных доходов снискал расположение Петра Великого. Во время Северной войны сопутствовал Петру в походах и участвовал в Полтавской битве; в 1710 году пожалован в графы. С 1710 по 1717 годы состоял начальником монастырского приказа; в 1711 году назначен сенатором, в 1726 году — докладчиком Екатерины I, в 1727 году — заведующим монетным двором. После коронования Петра II (1728) известий о нём нет.

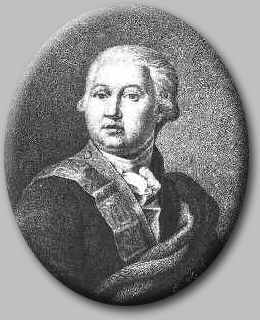
Валентин Платонович

- - Граф Платон Иванович (1698—1743) — обучался за границей; в 1716—1719 годах состоял в Голландии при после, князе Б. И. Куракине; в 1719 году ездил в Копенгаген для склонения датского короля к союзу против Швеции, в 1720 году — в Париж, тоже с дипломатическим поручением. Позже был губернатором в Смоленске, Казани и Эстляндии, с 1736 года президентом коммерц-коллегии, с 1739 года сенатором, начальником канцелярии конфискации и заведующим коллегией экономии. Своим возвышением П. И. Мусин-Пушкин был обязан А. П. Волынскому, с которым был дружен, и из-за него же погиб. Обвинённый в участии в деле Волынского, он, в 1740 году, был лишён чинов и графского достоинства и, после вырезания языка, сослан в Соловецкий монастырь; возвращён при Елизавете Петровне[4].
    -  Граф Валентин Платонович (1735—1804) — генерал-фельдмаршал и генерал-адъютант, сын сенатора, пострадавшего вместе с кабинет-министром А. П. Волынским в царствование Анны Иоанновны. Был вице-президентом военной коллегии. В шведскую войну в 1788—1789 годы дважды командовал русской армией, с малыми силами умел удержать завоеванные земли и крепости, но, в общем, действовал нерешительно.
      -  Граф Василий Валентинович (1773—1836) — масон, после женитьбы пожалован правом на фамилию Мусин-Пушкин-Брюс; был знаком с А. С. Пушкиным. Потомства мужского пола не оставил, но имел трёх внебрачных дочерей от «ослепительной» красавицы-актрисы Нимфодоры Семёновны Семёновой (1788—1876), которую долгие годы содержал.

  -  Эпафродит Иванович (?—1733), брат Платона Ивановича.
    -  Граф Аполлос Эпафродитович (?—1771) — президент Берг-коллегии.
      -  Граф Аполлос Аполлосович (1760—1805) — учёный, известный своими трудами в области химии, минералогии и физики; бывший вице-председатель Берг-коллегии в Санкт-Петербурге; член лондонского королевского общества.

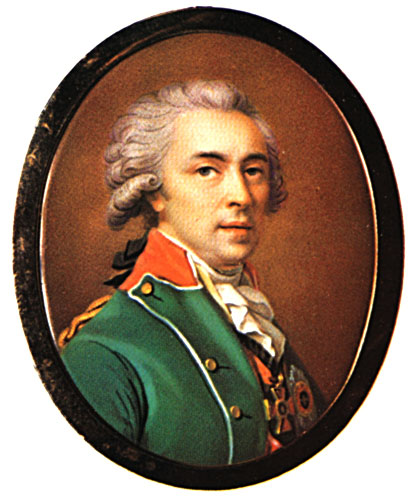
Алексей Иванович
(1790-е)

Другая графская ветвь (от четвероюродного брата графа Ивана Алексеевича — Якова Савича):
- Граф Алексей Иванович (1744—1817) — внук Якова Саввича Мусина-Пушкина, известный археолог, член Российской академии; был обер-прокурором Священного синода, президентом Академии художеств и сенатором. Его жена — Екатерина Алексеевна (урожд. Волконская).
  - Граф Иван Алексеевич (1783—1836) — генерал-майор, гофмейстер; старший сын Алексея Ивановича, кавалер ордена Святого Георгия IV класса
    - Граф Алексей Иванович (1825—1879) — внук собирателя древностей графа Алексея Ивановича Мусина-Пушкина.

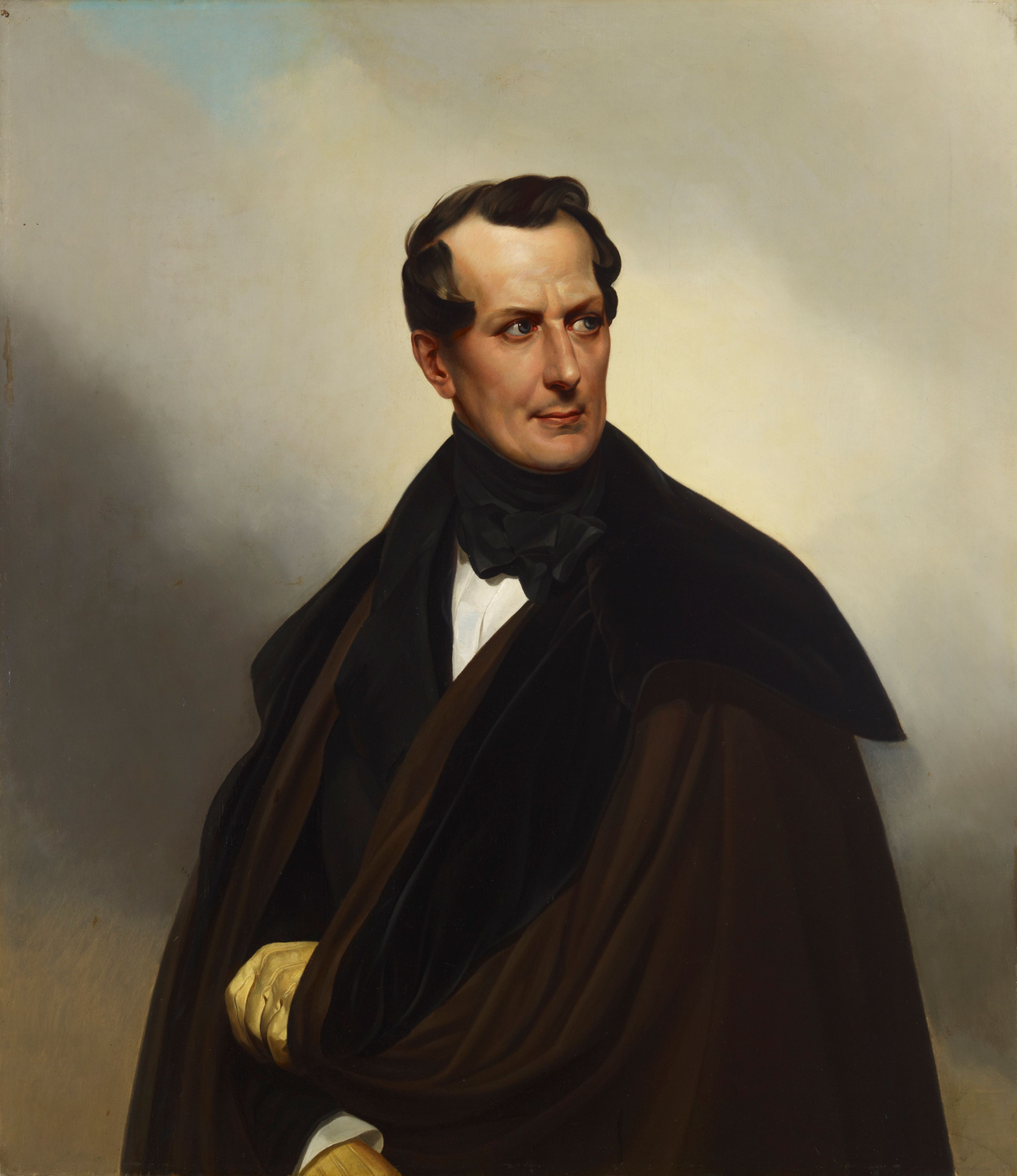
Владимир Алексеевич

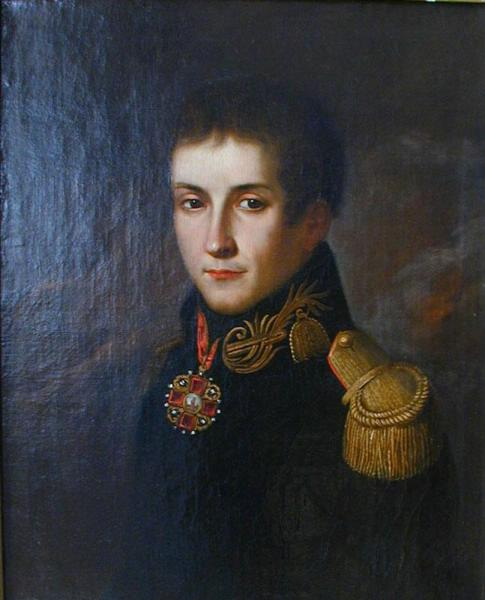
Александр Алексеевич

      - Граф Александр Алексеевич (1855—1918) — гофмейстер; попечитель Одесского и Петербургского учебных округов
      -  Граф Владимир Алексеевич (1868—1918) — член Государственного Совета, предводитель дворянства Черниговской губернии.

    - Граф Александр Иванович (1827—1903) — сын Ивана Алексеевича, генерал от кавалерии, командующий войсками Одесского военного округа.
      - Граф Александр Александрович (1856—1907) — сын Александра Ивановича, вологодский и минский губернатор.
      -  Граф Иван Александрович (1857—1928) — сын Александра Ивановича, дипломат, генеральный консул во Флоренции.

    -  Граф Владимир Иванович (1830—1886) — действительный статский советник, почетный московский мировой судья.
      -  Граф Владимир Владимирович (1870—1923) — член IV Государственной думы от Московской губернии, товарищ министра земледелия.Владимир Алексеевич

- - Граф Александр Алексеевич (1788—1813) — сын Алексея Ивановича, убит в битве под Люнебургом. Его «Дневник», многочисленные его стихотворения, переводы и исторические исследования сгорели в Москве во время пожара 1812 года; уцелел только напечатанный перевод «Речи Флавиана патриарха Антиохийского к греческому императору Феодосию» (Москва, 1804 и 1813, с биографией переводчика в предисловии) и сохранились известия о его похвальных словах царям Иоанну Алексеевичу и Алексею Михайловичу, о нескольких проповедях на русском и французском языках.
  -  Граф Владимир Алексеевич (1798—1854) — сын Алексея Ивановича, капитан лейб-гвардии Измайловского полка. В августе 1825 года был принят в Северное общество полковником Бородинского полка М. М. Нарышкиным[11]. После ареста и следствия, не обнаружившего за ним никакого активного участия в декабристском движении, высочайшим повелением 17 июня 1826 года было предписано «лейб-гвардии Измайловского полка графа Мусина-Пушкина, продержав ещё месяц в крепости, выписать тем же чином в полки 23-й пехотной дивизии»[12]. Был переведён в Петровский пехотный полк, а в феврале 1829 года — в Тифлисский пехотный полк. С 1931 года — в отставке. Был близко знаком с Пушкиным. Встречался с ним на Кавказе и, неоднократно, в Петербурге[13].

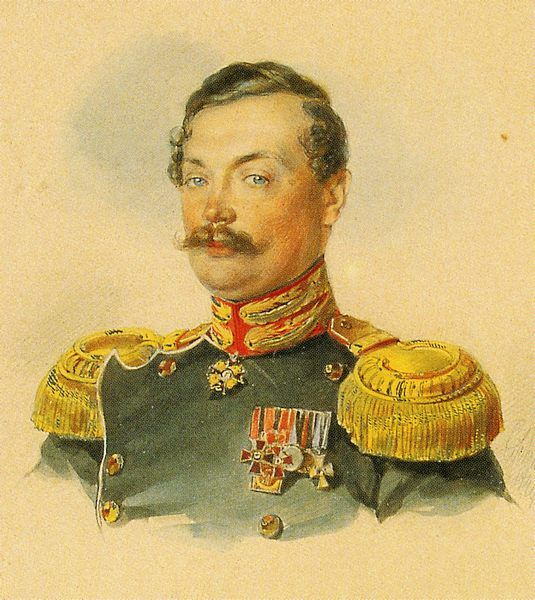
Алексей Петрович

Ветвь от Петра Савича, воеводы Красноярского острога, дала:
- - Граф Алексей Семёнович (1730—1817) — российский дипломат, граф Священной Римской империи (с 1779), российский посланник в Великобритании (1765—1768 и 1769—1779) и в Швеции (1768—1769), с 1799 года — действительный тайный советник.
  - Клавдий Семёнович
    - Пётр Клавдиевич (1765—1834) — российский командир эпохи Наполеоновских войн, генерал-лейтенант. Семейство Мусиных-Пушкиных накануне войны. 
Фотография Карла Буллы (1913 год)

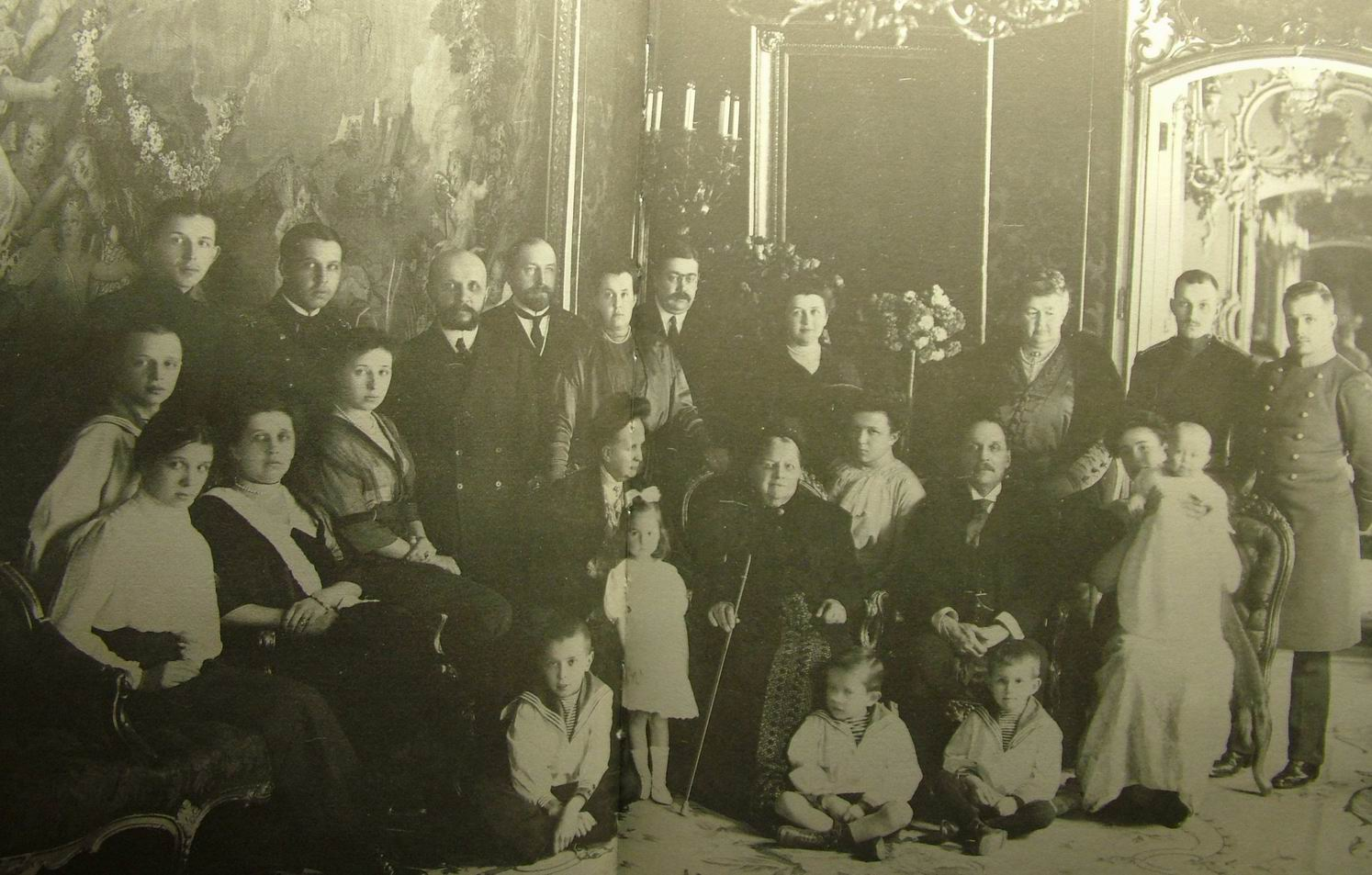
Семейство Мусиных-Пушкиных накануне войны.
Фотография Карла Буллы (1913 год)

      - Алексей Петрович (1805—1866) — генерал-майор, георгиевский кавалер, командир Преображенского полка.
      - Екатерина Петровна, была известна как фаворитка Николая I, выданная замуж за С. В. Трубецкого.
      -  Еликонида Петровна (1810—1896) — замужем за И. А. Орловым.

    - Сергей Клавдиевич (ок. 1780 — 1853) — майор Черниговского драгунского полка, участник Бородинской битвы, георгиевский кавалер.
    -  Иван Клавдиевич (1781—1822) — российский командир эпохи Наполеоновских войн, генерал-майор.

  - Пётр Семёнович
    -  Иван Петрович (1783—1863) — полковник, участник наполеоновских войн; племянник А. С. Мусина-Пушкина. Служил в Лейб-гв. Измайловском полку. Сражался при Аустерлице, Фридланде, Бородино, Лютцене и Бауцене. Кавалер орденов св. Владимира 4  ст. (за Бородино) и св. Анны 2 ст. (за Лютцен и Бауцен).

  -  Александр Семёнович (1747—1819)
    -  Илларион Александрович
      - Александр Илларионович (1831—1863)
        -  Семён Александрович (1858—1907) — поэт и публицист

      -  Михаил Илларионович (1831—1863)
        -  Дарья Михайловна — актриса Александринского театра, преподаватель, профессор Ленинградской консерватории.

Ещё одна графская ветвь:
Граф Михаил Николаевич (1795—1862) — учился в Казанском университете, участвовал в походах 1812—1814 годов. С 1829 по 1845 годы был попечителем казанского учебного округа; особенно заботился о преподавании восточных языков — вновь было введено преподавание языков: монгольского, в связи с историей монголов, китайского, санскритского, армянского и маньчжурского и значительно усилено преподавание арабского, персидского и турецко-татарского языков. Обучение восточным языкам было введено и в первой Казанской гимназии. В 1845—1856 годах М. Н. Мусин-Пушкин состоял попечителем Санкт-Петербургского округа, где с его именем связывается учреждение в Санкт-Петербургском университете факультета восточных языков, переведённого из Казани. С 1849 года М. Н. Мусин-Пушкин был сенатором. Как человека и начальника, М. Н. Мусина-Пушкина обыкновенно изображают крайне строгим, вспыльчивым, честолюбивым и даже взбалмошным, но в то же время добрым и прямым.
Ещё одна ветвь, в которой известен участник восстания на Сенатской площади:
Декабрист Епафродит Степанович (1791—1831) — лейтенант, сын мензелинского отставного помещика прапорщика лейб-гвардии Преображенского полка Степана Аггеевича Мусина-Пушкина.
Из «военной» ветви известность получили:
Михаил Васильевич (?—?) — георгиевский кавалер, и Алексей Васильевич (?—1803) — адмирал.

## Владения
До революции членам рода Мусиных-Пушкиных принадлежала подмосковная усадьба Старо-Никольское. В 1928 году в её главном доме проходил VI съезд Коммунистической партии Китая. В 2013 году было решено передать руины Китайскому культурному центру; летом 2015 года правительство Москвы подписало решение о реставрации здания и создании в нём филиала Музея VI съезда Компартии Китая. Усадьба была полностью восстановлена китайской стороной по проекту российских реставраторов (руководство работами производила архитектор-реставратор Е. Н. Киселева), территория благоустроена. Летом 2016 года усадьба открылась для публики: церемония открытие постоянной выставки, посвященной VI съезду КПК, состоялась 4 июля 2016 года в присутствии вице-премьера Госсовета КНР Лю Яньдун и вице-премьера РФ Ольги Голодец.

## Геральдика
В роде Мусиных-Пушкиных использовались два герба, для графской и дворянской ветвей.
Высочайшем указом от 18 июня 1710 года боярин Иван Алексеевич Мусин-Пушкин был возведен в графское достоинство. Высочайшем указом от 5 апреля 1797 года тайный советник Алексей Иванович Мусин-Пушкин был возведен в графское достоинство Российской империи. Грамотой императора Священной Римской империи Иосифа II от 25 ноября (6 декабря) 1779 года чрезвычайный и полномочный министр в Швеции, камергер Алексей Семенович Мусин-Пушкин был возведен в графское достоинство Священной Римской империи.
Описание и рисунок графского герба содержались в жалованной грамоте на титул Ивана Алексеевича Мусина-Пушкина от 26 февраля 1716 года. От дворянского графский герб отличался только соответствующей его рангу короной (ОГ. I. 17). Княжеская корона во втором поле, возможно, указывала на должность астраханского воеводы, которую занимал И. А. Мусин-Пушкин с 1694 года и восходила к региональному гербу (княжеская корона, сопровождаемая снизу мечом). Рука с мечом, выходящая из облака, могла указывать на воинские доблести рода, но В. К. Лукомский был склонен трактовать её как «территориальный герб когда-то сосуществовавшего королевства Славонии», откуда, как он считал, выехал родоначальник рода — Радша. Орел с мечом и державой близок к гербу Прусского королевства (изменен только цвет) и символизировал родовую легенду о происхождении Радши «из Прус».
В гербовнике Анисима Титовича Князева 1785 года, имеется изображение печати с гербом Ивана Яковлевича Мусина-Пушкина, где щит герба расположен на княжеской мантии и во втором поле вместо княжеской шапки изображена дворянская корона, из которой выходит рука с мечом.
Герб Мусиных-Пушкиных послужил основой для гербов их однородцев.